# Glamorgan/Spring Bay
Glamorgan/Spring Bay är en kommun i Australien. Den ligger i östra Tasmanien, i den sydöstra delen av landet, cirka 800 km söder om huvudstaden Canberra. Antalet invånare var 4 400 vid folkräkningen 2016.
Följande samhällen finns i Glamorgan/Spring Bay:
- Triabunna
- Bicheno
- Orford
- Swansea
- Coles Bay
- Buckland
- Cranbrook